# See for Me
Pour plus de détails, voir Fiche technique et Distribution.
See for Me (litt. « Vois pour moi ») est un film américain réalisé par Randall Okita, sorti en 2021.
Il est présenté le 10 juin 2021, en avant-première, au festival du film de Tribeca.

## Synopsis
Sophie Scott (Skyler Davenport), jeune aveugle, arrive dans un immense manoir perdu dans la forêt : elle a pour mission de garder le chat de la riche propriétaire qui va s'absenter pour quelques jours. Une nuit, elle est réveillée par les trois rôdeurs. Pensant être seuls, ceux-ci font irruption dans la maison et sont à la recherche d’un coffre-fort caché. Pour survivre, Sophie utilise une application spécialisée pour aveugles, « See for Me », sur son téléphone portable sur laquelle elle parvient à se connecter avec une vétéran bénévole et une joueuse de jeux vidéo, Kelly (Jessica Parker Kennedy), qui l'aident à se repérer dans la maison.

## Fiche technique
Sauf indication contraire, les informations mentionnées dans cette section peuvent être confirmées par la base de données cinématographiques IMDb,  présente dans la section « Liens externes ».
- Titre original et français : See for Me
- Réalisation : Randall Okita
- Scénario : Adam Yorke et Tommy Gushue
- Musique : Joseph Murray et Lodewijk Vos
- Direction artistique : Rabab Ali
- Décors : Ciara Vernon
- Costumes : Robyn MacDonald
- Photographie : Jordan Oram et Jackson Parrell
- Montage : James Vandewater
- Production : Matt Code et Kristy Neville
- Coproduction : David Di Brina
- Société de production : Wildling Pictures et Di Brina Film
- Société de distribution : LevelFilm
- Pays de production :  Canada
- Langue originale : anglais
- Format : couleur - 2,39:1
- Genres : thriller
- Durée : 92 minutes
- Dates de sortie :
  - États-Unis : 10 juin 2021 (avant-première au festival du film de Tribeca)
  - Canada : 7 janvier 2022
  - Québec : 11 janvier 2022 (VSD)[1]
  - France : 1er mars 2022[2]
- Classification :
  - France : Tout public avec avertissement lors de sa sortie en VOD et en DVD et déconseillé aux moins de 10 ans à la télévision

## Distribution
- Skyler Davenport : Sophie Scott
- Jessica Parker Kennedy : Kelly
- Pascal Langdale : Ernie
- George Tchortov : Otis
- Joe Pingue : Dave
- Kim Coates (VF : Jérôme Keen) : Rico
- Keaton Kaplan : Cam
- Laura Vandervoort : Debra
- Emily Piggford : l'adjoint Brooks
- Matthew Gouveia : Cabbie
- Natalie Brown : la mère de Sophie

 Source et légende : version française (VF) sur RS Doublage

## Production
En novembre 2020, on révèle que la société parisienne Elle Driver prévente le film encore en post-production, avec Skyler Davenport, Jessica Parker Kennedy et Kim Coates, et que Skyler Davenport est elle-même aveugle depuis son accident vasculaire cérébral en 2012.

### Tournage
Le tournage commence en 2020, à Toronto, en Ontario (Canada), et s'est temporairement interrompu par la pandémie de Covid-19 au Canada, avant de finaliser dans les deux premières semaines en août,.

## Accueil

### Post-production et festival
En novembre 2020, on apprend que le film est examiné par les distributeurs au American Film Market (en), avant de le présenter en avant-première au festival du film de Tribeca, ayant lieu  le 10 juin 2021.

### Critiques
Sur l'agrégateur américain Rotten Tomatoes, il récolte 80 % d'opinions favorables pour 80 critiques et une note moyenne de 6,5⁄10. Sur Metacritic, il obtient une note moyenne de 59⁄100 pour 14 critiques.
Michael Nordine, de Variety, souligne « un thriller sur violation de domicile qui ressemble à un classique culte en cours de réalisation ».

### Box-office
Aux États-Unis et au Canada, le film gagne 23 070 dollars à la première fin de semaine. Le 11 février 2022, on totalise la recette brute : 83 384 de dollars,.